# ホールド・ミー・イン・ユア・アームズ
『ホールド・ミー・イン・ユア・アームズ』（Hold Me in Your Arms）は、1988年にリリースされたリック・アストリーの2枚目のスタジオ・アルバムである。

## 解説
ストック・エイトキン・ウォーターマンがプロデュースを務めた最後のアルバム。

## 収録曲
1. ダンス・ウィズ・ミー - She Wants to Dance with Me
2. テイク・ミー・トゥ・ユア・ハート - Take Me to Your Heart
3. アイ・ドント・ウォント・トゥ・ルーズ・ハー - I Don't Want to Lose Her
4. ギヴィング・アップ・オン・ラヴ　- Giving Up on Love
5. エイント・トゥー・プラウド・トゥ・ベッグ - Ain't Too Proud to Beg
6. ティル・ゼン　- Till Then (Time Stands Still)
7. ダイヤル・マイ・ナンバー - Dial My Number
8. アイル・ネヴァー・レット・ユー・ダウン - I'll Never Let You Down
9. ビー・ユア・ラヴァー - I Don't Want to Be Your Lover
10. ホールド・ミー・イン・ユア・アームズ - Hold Me in Your Arms